# Copa Intertoto de la UEFA 2003
La Copa Intertoto de la UEFA 2003 va ser la 43a edició de la Copa Intertoto i la 9a des que l'organitza la UEFA.

## Primera ronda
| Equip 1              | Global | Equip 2               | Anada | Tornada |
| -------------------- | ------ | --------------------- | ----- | ------- |
| SV Pasching          | (c)2–2 | FC WIT Georgia        | 1–0   | 1–2     |
| FC Encamp            | 1–7    | Lierse S.K.           | 0–3   | 1–4     |
| FC Spartak Trnava    | 2–7    | FK Pobeda             | 1–5   | 1–2     |
| KF Partizani Tirana  | (c)3–3 | Maccabi Netanya       | 2–0   | 1–3     |
| 1. FC Brno           | (c)3–3 | FC Kotayk             | 1–0   | 2–3     |
| FC Koper             | 3–2    | NK Zagreb             | 1–0   | 2–2     |
| FK Žalgiris Vilnius  | 1–4    | Örgryte IS            | 1–1   | 0–3     |
| Győr ETO FC          | (c)3–3 | Ethnikos Achna FC     | 1–1   | 2–2     |
| Videoton FC Fehérvár | 4–5    | PFC Marek Dupnitsa    | 2–2   | 2–3(pr) |
| Odra Wodzisław       | 1–3    | Shamrock Rovers F.C.  | 1–2   | 0–1     |
| Tampere United       | (c)2–2 | Ceahlăul Piatra Neamţ | 1–0   | 1–2     |
| FK Sutjeska          | 4–1    | Union Luxemburg       | 3–0   | 1–1     |
| Bangor City F.C.     | 2–6    | Gloria Bistriţa       | 0–1   | 2–5     |
| OFK Beograd          | 11–4   | Narva Trans           | 6–1   | 5–3     |
| Dinaburg FC          | 1–2    | FC Wil                | 1–0   | 0–2     |
| Polonia Warszawa     | 1–5    | FC Tobol              | 0–3   | 1–2     |
| FK ZTS Dubnica       | 7–1    | Olympiakos Nicosia    | 3–0   | 4–1     |
| FC Dacia Chişinău    | 5–1    | GÍ Gøta               | 4–1   | 1–0     |
| FK Sloboda Tuzla     | (p)2–2 | KA                    | 1–1   | 1–1     |
| FC Shakhtyor         | 8–1    | Omagh Town F.C.       | 1–0   | 7–1     |
| AC Allianssi         | 2–1    | Hibernians F.C.       | 1–0   | 1–1     |

## Segona ronda
| Equip 1                | Global | Equip 2              | Anada | Tornada |
| ---------------------- | ------ | -------------------- | ----- | ------- |
| Akratitos              | 0–1    | AC Allianssi         | 0–1   | 0–0     |
| Örgryte IS             | 4–4(c) | OGC Nice             | 3–2   | 1–2     |
| 1. FC Slovácko         | 4–3    | OFK Beograd          | 1–0   | 3–3     |
| Racing de Santander    | (c)2–2 | Győr ETO FC          | 1–0   | 1–2     |
| FC Slovan Liberec      | 4–0    | Shamrock Rovers F.C. | 2–0   | 2–0     |
| FC Thun                | 3–4    | 1. FC Brno           | 2–3   | 1–1     |
| Brescia Calcio         | 3–2    | Gloria Bistriţa      | 2–1   | 1–1     |
| PFC Marek Dupnitsa     | 1–3    | VfL Wolfsburg        | 1–1   | 0–2     |
| FC Shakhtyor           | 3–5    | HNK Cibalia          | 1–1   | 2–4     |
| K. Sint-Truidense V.V. | 0–3    | FC Tobol             | 0–2   | 0–1     |
| Willem II Tilburg      | 3–4    | FC Wil               | 2–1   | 1–3     |
| FK Pobeda              | 2–3    | SV Pasching          | 1–1   | 1–2     |
| FK Sloboda Tuzla       | 2–5    | Lierse S.K.          | 1–0   | 1–5     |
| Tampere United         | 1–0    | FK Sutjeska          | 0–0   | 1–0     |
| FC Dacia Chişinău      | 5–0    | KF Partizani Tirana  | 2–0   | 3–0     |
| FC Koper               | (c)3–3 | FK ZTS Dubnica       | 1–0   | 2–3     |

## Tercera ronda
| Equip 1              | Global | Equip 2           | Anada | Tornada |
| -------------------- | ------ | ----------------- | ----- | ------- |
| FC Tobol             | 0–4    | SV Pasching       | 0–1   | 0–3     |
| Perugia Calcio       | 4–0    | AC Allianssi      | 2–0   | 2–0     |
| Egaleo FC            | 4–5    | FC Koper          | 2–3   | 2–2     |
| FC Nantes Atlantique | 5–3    | FC Wil            | 2–1   | 3–2     |
| OGC Nice             | 0–1    | Werder Bremen     | 0–0   | 0–1     |
| Vila-real CF         | 3–1    | Brescia Calcio    | 2–0   | 1–1     |
| En Avant Guingamp    | 4–5    | 1. FC Brno        | 2–1   | 2–4(pr) |
| FC Dacia Chişinău    | 1–3    | FC Schalke 04     | 0–1   | 1–2     |
| Racing de Santander  | 1–3    | FC Slovan Liberec | 0–1   | 1–2     |
| 1. FC Slovácko       | 0–3    | VfL Wolfsburg     | 0–1   | 0–2     |
| Tampere United       | 1–2    | HNK Cibalia       | 0–2   | 1–0     |
| sc Heerenveen        | 5–1    | Lierse S.K.       | 4–1   | 1–0     |

## Quarta ronda
| Equip 1              | Global | Equip 2           | Anada | Tornada |
| -------------------- | ------ | ----------------- | ----- | ------- |
| FC Nantes Atlantique | 0–1    | Perugia Calcio    | 0–1   | 0–0     |
| SV Pasching          | 5–1    | Werder Bremen     | 4–0   | 1–1     |
| 1. FC Brno           | 1–3    | Vila-real CF      | 1–1   | 0–2     |
| FC Schalke 04        | 2–1    | FC Slovan Liberec | 2–1   | 0–0     |
| SC Heerenveen        | 2–1    | FC Koper          | 2–0   | 0–1     |
| HNK Cibalia          | 1–8    | VfL Wolfsburg     | 1–4   | 0–4     |

## Cinquena ronda
| Equip 1        | Global | Equip 2       | Anada | Tornada |
| -------------- | ------ | ------------- | ----- | ------- |
| SV Pasching    | 0–2    | FC Schalke 04 | 0–2   | 0–0     |
| SC Heerenveen  | 1–2    | Vila-real CF  | 1–2   | 0–0     |
| Perugia Calcio | 3–0    | VfL Wolfsburg | 1–0   | 2–0     |